# أيمن عبيس
أيمن عبيس هو مخرج مصري تخصص في إخراج مسلسلات الرسوم المتحركة ومسلسلات الأطفال، وهو ابن المخرج عبد الرحمن عبيس.

## مسيرته الفنية
عمل أيمن عبيس في بداية حياته المهنية كمساعد مخرج مع والده المخرج عبد الرحمن عبيس ثُم عمل كمخرج بقطاع الإنتاج التابع للتليفزيون المصري فأخرج عددًا من السهرات التليفزيونية وبرامج الأطفال كان من أشهرها برنامج «سينما الأطفال» الذي ظل يُعرض على مدى سنوات في يوم الجمعة من كل أسبوع، وفي عام 2005 رشحه الممثل صلاح السعدني للمنتج كامل أبو علي بعدما شاهد له سهرة درامية لإخراج مسلسل «حارة الزعفراني» المُقتبس عن رواية للأديب جمال الغيطاني بعنوان «وقائع حارة الزعفراني»، ثُم توالت أعماله التليفزيونية.

## أعماله
| سنة العرض | اسم العمل                  | نوع العمل         | ملاحظات                     |
| --------- | -------------------------- | ----------------- | --------------------------- |
| 2009      | العقيد شمة                 | مسلسل             | مخرج                        |
| 2009      | حواكة بوت                  | مسلسل             | مخرج                        |
| 2006      | حارة الزعفراني             | مسلسل             | مخرج                        |
| 2005      | صلاح الدين                 | مسلسل رسوم متحركة | مخرج                        |
| 1999      | ظاهرات القرن القادم        | مسلسل رسوم متحركة | مخرج                        |
| 1999      | علاء الدين والأميرة ياسمين | مسلسل رسوم متحركة | مخرج                        |
| 1994      | إن فاتك الميري             | مسلسل             | شارك في المسلسل كمساعد مخرج |
| 1994      | عناق الموت والحياة         | سهرة تليفزيونية   | شارك في العمل كمخرج منفذ    |
| 1993      | بنت بطوطة                  | مسلسل رسوم متحركة | شارك في العمل كمساعد مخرج   |
|           | الشحات لما يحلم            | سهرة تليفزيونية   | مخرج                        |
|           | بيت أزياء ماما             | سهرة تليفزيونية   | شارك في العمل كمساعد مخرج   |
|           | شجرة العائلة               | سهرة تليفزيونية   | شارك في العمل كمخرج منفذ    |
|           | عيد ميلاد سعيد             | سهرة تليفزيونية   | مخرج                        |
|           | يا نطرة رخي رخي            | سهرة تليفزيونية   | مخرج                        |
|           | دليل إثبات                 | سهرة تليفزيونية   | شارك في العمل كممثل         |
|           | من قصص القرآن              | مسلسل             | شارك في العمل كممثل         |
| 1987      | البلياتشو                  | مسلسل             | شارك في العمل كممثل         |

## روابط خارجية
- صفحة المخرج على موقع قاعدة بيانات الأفلام العربية